# Cirsium mohavense
Cirsium mohavense là một loài thực vật có hoa trong họ Cúc. Loài này được (Greene) Petr. mô tả khoa học đầu tiên năm 1911.